# Iridoteuthis iris
Iridoteuthis iris är en bläckfiskart som först beskrevs av Berry 1909.  Iridoteuthis iris ingår i släktet Iridoteuthis och familjen Sepiolidae. IUCN kategoriserar arten globalt som otillräckligt studerad. Inga underarter finns listade i Catalogue of Life.

## Bildgalleri

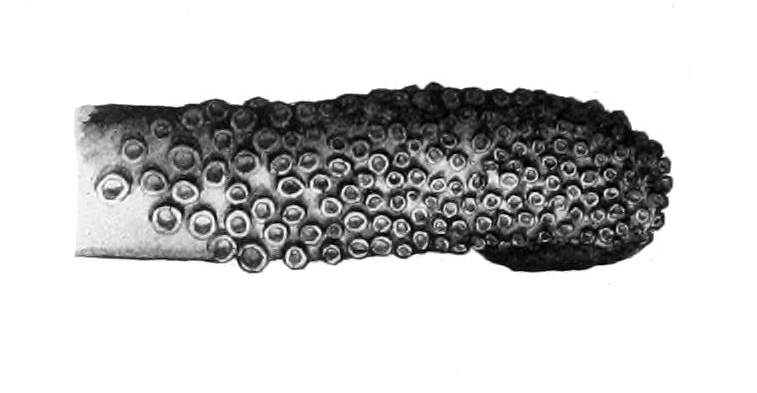
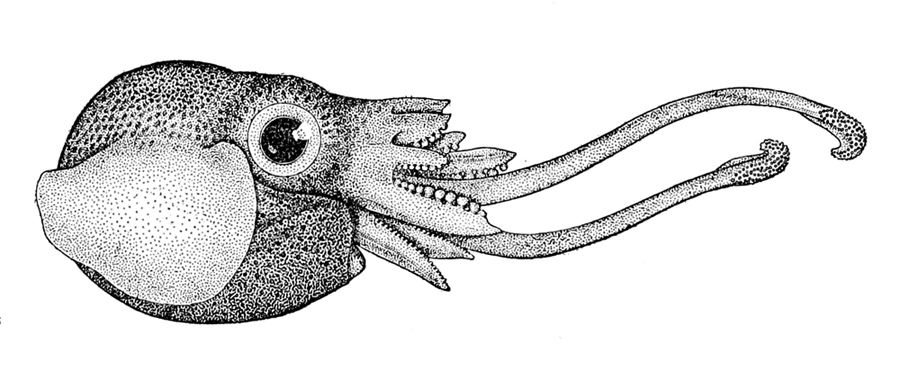